# NGC 4635
NGC 4635 est une petite galaxie spirale intermédiaire relativement rapprochée et située dans la constellation de la Chevelure de Bérénice. Sa vitesse par rapport au fond diffus cosmologique est de 1 260 ± 21 km/s, ce qui correspond à une distance de Hubble de 18,6 ± 1,3 Mpc (∼60,7 millions d'al). NGC 4635 a été découverte par l'astronome britannique John Herschel en 1827.
Wolfgang Steinicke et le professeur Seligman classent cette galaxie, mais on ne voit à peine le début d'une barre sur l'image obtenue du relevé SDSS. Le classement de spirale intermédiaire par les bases de données NASA/IPAC et HyperLeda semblent mieux décrire cette galaxie.
La classe de luminosité de NGC 4635 est IV et elle présente une large raie HI. C'est possiblement une galaxie active (AGN).
Selon la base de données NASA/IPAC, NGC 4635 est une galaxie du champ, c'est-à-dire qu'elle n'appartient pas à un amas ou un groupe et qu'elle est donc gravitationnellement isolée. Ce n'est pas l'avis d'Abraham Mahtessian, car il place celle-ci dans une vaste groupe de galaxies.
À ce jour, quatre mesures non basées sur le décalage vers le rouge (redshift) donnent une distance de 16,667 ± 7,894 Mpc (∼54,4 millions d'al), ce qui est à l'intérieur des valeurs de la distance de Hubble. Cependant, cette galaxie, comme plusieurs de l'amas de la Vierge, est relativement rapprochée du Groupe local et on obtient souvent une distance de Hubble très différente en raison de leur mouvement propre dans le groupe où l'amas où elles sont situées. Notons que c'est avec la valeur moyenne des mesures indépendantes, lorsqu'elles existent, que la base de données NASA/IPAC calcule le diamètre d'une galaxie.

## Groupe de M60 et l'amas de la Vierge
NGC 4635 apparait dans une liste de 227 galaxies d'un article publié par Abraham Mahtessian. Cette liste comporte plus de 200 galaxies du New General Catalogue et une quinzaine de galaxies de l'Index Catalogue. On retrouve dans cette liste 11 galaxies du Catalogue de Messier, soit M49, M58, M60, M61, M84, M85, M87, M88, M91, M99 et M100.
Toutes les galaxies de la liste de Mahtessian ne constituent pas réellement un groupe de galaxies. Ce sont plutôt plusieurs groupes de galaxies qui font tous partie d'un amas galactique, l'amas de la Vierge. Pour éviter la confusion avec l'amas de la Vierge, on peut donner le nom de groupe de M60 à cet ensemble de galaxies, car c'est l'une des plus brillantes de la liste. L'amas de la Vierge est en effet beaucoup plus vaste et compterait environ 1300 galaxies, et possiblement plus de 2000, situées au cœur du superamas de la Vierge, dont fait partie le Groupe local,.
De nombreuses galaxies de la liste de Mahtessian se retrouvent dans onze groupes décrits dans un article d'A.M. Garcia, soit le groupe de NGC 4123 (7 galaxies), le groupe de NGC 4261 (13 galaxies), le groupe de NGC 4235 (29 galaxies), le groupe de M88 (13 galaxies, M88 = NGC 4501), le groupe de NGC 4461 (9 galaxies), le groupe de M61 (32 galaxies, M61 = NGC 4303), le groupe de NGC 4442 (13 galaxies), le groupe de M87 (96 galaxies, M87 = NGC 4486), le groupe de M49 (127 galaxies, M49 = NGC 4472), le groupe de NGC 4535 (14 galaxies) et le groupe de NGC 4753 (15 galaxies). Ces onze groupes font partie de l'amas de la Vierge et ils renferment 396 galaxies. Certaines galaxies de la liste de Mahtessian ne figurent cependant dans aucun des groupes de Garcia et vice versa.